# Arsdorf
Arsdorf (en luxemburguès: Ueschdref; en alemany:  Arsdorf) és una vila de la comuna de Rambrouch, situada al districte de Diekirch del cantó de Redange. Està a uns 35 km de distància de la ciutat de Luxemburg.

## Història
Arsdorf fou una comuna fins a l'1 de gener de 1979, quan es va fusionar amb els municipis de Bigonville, Folschette i Perlé i per formar la nova comuna de Rambrouch. Es va adoptar la llei sobre la creació de Rambrouch el 27 de juliol de 1978.